# Forst, Volšperk
Forst je naselje v Občini Volšperk v Okraju Volšperk na Koroškem v Avstriji.